# Studzianki (gromada w powiecie kozienickim)
Studzianki (do 30 XII 1961 Łękawica Stara; w latach 1970–72 Studzianki Pancerne) – dawna gromada, czyli najmniejsza jednostka podziału terytorialnego Polskiej Rzeczypospolitej Ludowej w latach 1954–1972.
Gromady, z gromadzkimi radami narodowymi (GRN) jako organami władzy najniższego stopnia na wsi, funkcjonowały od reformy reorganizującej administrację wiejską przeprowadzonej jesienią 1954 do momentu ich zniesienia z dniem 1 stycznia 1973, tym samym wypierając organizację gminną w latach 1954–1972.
Gromadę Studzianki z siedzibą GRN w Studziankach (od 1969 Studzianki Pancerne) utworzono 31 grudnia 1961 w powiecie kozienickim w woj. kieleckim w związku z przeniesieniem siedziby GRN gromady Łękawica Stara z Łękawica Starej (która uległa równocześnie zmianom terytorialnym) do Studzianek i zmianą nazwy jednostki na gromada Studzianki.
W 1965 roku gromada miała 21 członków gromadzkiej rady narodowej.
1 stycznia 1970 nazwę gromady Studzianki zmieniono na gromada Studzianki Pancerne.
Gromada przetrwała do końca 1972 roku, czyli do kolejnej reformy gminnej.